# Klas van Anne Frank

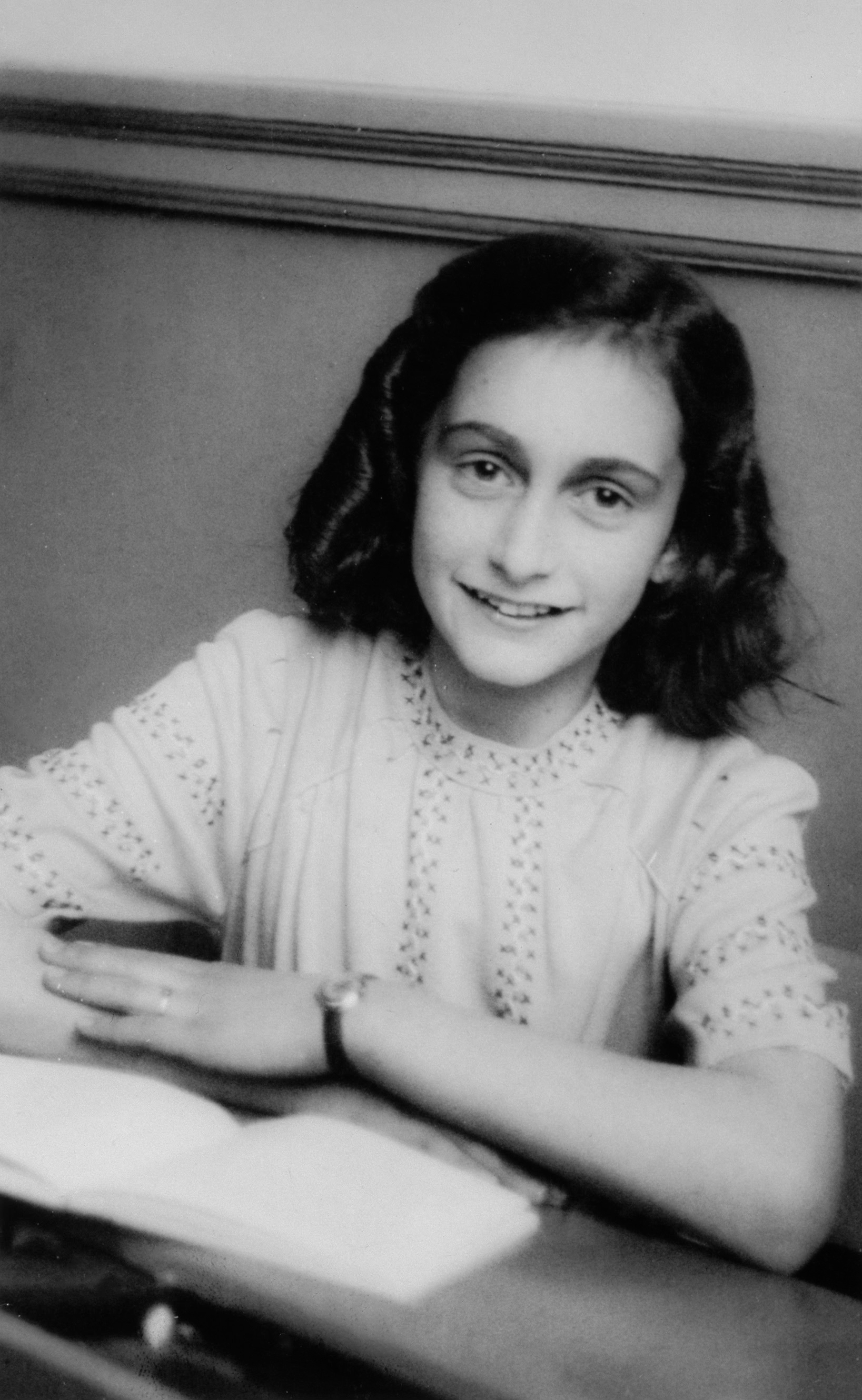
Anne Frank in een schoolbank op het Joods lyceum

De klas van Anne Frank was een eerste klas op lyceum-niveau op het Joods Lyceum in Amsterdam in het schooljaar 1941-1942 waarvan Anne Frank een leerling was.
De klas bestond inclusief Anne Frank uit 18 jongens en 12 meisjes. De schoolklas ontstond toen Joodse leerlingen door de gemeente Amsterdam aangeschreven werden om verplicht naar een Joodse school te gaan. Gedurende de schooltijd zaten er vanaf halverwege 1942 steeds minder kinderen in de klas. Op een dag kwamen alle kinderen van wie de achternaam met een A begon niet meer op school. Daarna bleven de kinderen wier naam met een B begon weg, waarop onder meer het gezin van Maurice Coster besloot onder te duiken. Ook het gezin van Anne Frank dook onder.
De leerlingen van wie de ouders gevolg gaven aan het bevel zich te melden voor werkkampen werden met hun ouders via de Joodsche Schouwburg gedeporteerd naar Kamp Westerbork. Vanaf daar werden ze gedeporteerd naar concentratie- en vernietigingskampen in Oost-Europa.
Meerdere klasgenoten van Anne Frank komen aan bod in haar dagboek. Enkele klasgenoten hebben later over de tijd geschreven.

## Klassenlijst
In onderstaande tabel is de klassenlijst van 1L2 van schooljaar 1941-'42 weergegeven van de klas waarin Anne Frank zat.
| Naam                                           | Oorlogstijd | Na de oorlog | Info                        |
| ---------------------------------------------- | --- | --- | --------------------------- |
| Jopie de Beer                                  | Vermoord in Auschwitz, 19 november 1943 | | [ 3 ] [ 4 ]                 |
| Nanette 'Nanny' Blitz (geb. 1929)              | In 1943 getransporteerd naar Bergen Belsen, zij was de enige van haar familie die de oorlog overleefde. Ze was samen met Hannah, een van de laatste die Anne ooit nog levend heeft gezien.                                                                                         | Trouwde in 1953 met John Frederick Konig, kreeg 3 kinderen. Woont in Brazilië en richtte daar de Anne Frankschool op.                                               | [ 5 ]                       |
| Betty Bloemendal (1929–1942)                   | Vermoord in Auschwitz, 1 oktober 1942 | | [ 3 ] [ 6 ] [ 7 ]           |
| Leo H.E. Blom                                  | Overleefde de oorlog. | Woonde in Nederland na de oorlog. | [ 3 ]                       |
| Emiel Bonewit                                  | Vermoord in Sobibor, 2 april 1943 | | [ 3 ] [ 8 ]                 |
| Robert Maurits Cohen                           | Overleefde de oorlog. | Woonde in Nederland na de oorlog. | [ 3 ]                       |
| Maurice 'Theo' S. Coster                       | Ondergedoken; noemde zich Theo omdat het minder Joods klonk. | Ging op een bromfiets naar Israël, was van plan er 6 maanden te blijven, maar bleef. Schreef: Klasgenoten van Anne Frank (2009) en We All Wore Stars (2011).        | [ 9 ] [ 10 ]                |
| Leni Duyzend (geb. 1928)                       | Overleefde de oorlog door onder te duiken. | Woonde in Nederland na de oorlog. | [ 3 ] [ 11 ]                |
| Anne Frank (1929–1945)                         | Vermoord in Bergen Belsen. | |                             |
| Zunia Erlichman (1926–1943)                    | Omgekomen in Auschwitz, 28 februari 1943 | | [ 3 ] [ 12 ] [ 13 ]         |
| Elisabeth Hannah 'Hanneli' Goslar] (1928-2022) | Overleefde Bergen Belsen met haar zusje Gabi, Hannah en Anne hadden door het hek nog contact, Hannah heeft Anne eten gegeven, maar het hielp niet. | Emigreerde in 1947 naar Jerusalem, trouwde en kreeg 3 kinderen. |                             |
| Eva Hansje Elly 'Eefje' de Jong (1929–1943)    | Vermoord in Sobibór, 11 juni 1943 | | [ 3 ] [ 14 ] [ 15 ]         |
| Werner J. Joseph                               | Vermoord in Sobibór, 7 mei 1943 | | [ 3 ] [ 16 ]                |
| Sally Kimmel                                   | Overleefde kamp Westerbork | Werd in Israël professor scheikunde | [ 17 ]                      |
| Jacques Kokernoot (1929–1943)                  | Vermoord in Auschwitz, 17 september 1943 | | [ 3 ] [ 18 ] [ 19 ]         |
| Herman L. Koopman                              | Overleefde de oorlog. | Woonde in Nederland na de oorlog. | [ 3 ]                       |
| Letty de Levie                                 | Vader was arts in Westerbork, later met zijn zoon overgeplaatst naar Auschwitz; Letty en haar moeder werden door de Russen bevrijd uit Theresiënstadt. Tijdens dodenmars droeg vader zijn zoon. Deze werd neergeschoten, vader overleed door uitputting bij aankomst in Buchenwald | Van 1950 tot 1953 redactrice van het studentenweekblad Propria Cures. Getrouwd en naar Zwitserland geëmigreerd. Vertaalster.                                        | [ 20 ]                      |
| Marie Elisabeth 'Miep' Lobatto (geb. 1929)     | Overleefde de oorlog. | Woonde in Nederland na de oorlog. | [ 21 ] [ 22 ]               |
| Jacqueline van Maarsen (geb. 1929)             | Overleefde de oorlog. Haar moeder was Française en mocht de Jodenster van de persoonsbewijzen verwijderen waarna Jacqueline weer naar een gewone school mocht. | Na de oorlog getrouwd, werd boekbinder en schrijfster woont in Amsterdam (2014). Schreef: Je beste vriendin Anne (2012) en Ik heet Anne, zei ze, Anne Frank (2003). |                             |
| Albert Gomez de Mesquita                       | Overleefde de oorlog. | Woonde in Nederland na de oorlog. Schreef Klasgenoten van Anne Frank (2009).                                                                                        | [ 21 ] [ 23 ]               |
| Henriette Rebecca 'Hennie' Metz (1929–1943)    | Vermoord in Sobibór, 11 juni 1943 | | [ 24 ] [ 25 ]               |
| Rachel Metzelaar                               | Vermoord in Auschwitz, 11 februari 1944 | | [ 26 ]                      |
| Maurits Pim Pimentel (1928–2008)               | Overleefde Theresienstadt en Dachau. | Woonde na de oorlog in België, Nederland, Suriname, Engeland. | [ 21 ] [ 27 ]               |
| Nanette van Praag Sigaar (1929–1942)           | Vermoord op 5 november 1942 in Auschwitz. | | [ 28 ] [ 29 ]               |
| Abraham 'Appie' Reens (1927-1943)              | Vermoord in Sobibór, 28 mei 1943. | | [ 21 ] [ 30 ] [ 31 ]        |
| Samuel 'Sam' Salomon (1929–1942)               | Vermoord in Auschwitz, 14 september 1942. Transport no. 18. Door Anne Frank omschreven op dinsdag 16-6-1942 in dagboek als: "Sam Salomon is net zo'n schoffie uit de achterbuurt, een rotjoch" aanbidder.                                                                          | | [ 21 ] [ 32 ]               |
| Harry Max Schaap (1929–1942)                   | Vermoord in Auschwitz, 13 november 1942 | | [ 21 ] [ 33 ] [ 34 ]        |
| Leo Slager (1928–1943)                         | Vermoord in Sobibór, 2 juli 1943 | | [ 35 ] [ 36 ]               |
| Salomon 'Sallie' Springer (1929–1943)          | Vermoord in Sobibór, 11 juni 1943 | | [ 21 ] [ 37 ] [ 38 ]        |
| Max van der Velde                              | Ondergedoken in Andijk; overleefde de oorlog. | Woonde na de oorlog in Amstelveen en werkte jarenlang bij de KLM.                                                                                                   | [ 21 ]                      |
| Ilse Wagner (1929–1943)                        | Vermoord in Sobibór, 2 april 1943 | | [ 21 ] [ 39 ] [ 40 ] [ 41 ] |
| Danka Zajde (1928–2013)                        | Overleefde de oorlog. | Woonde in Nederland na de oorlog. | [ 21 ]                      |
| Ru Stoppelman (1929–1942)                      | Vermoord in Auschwitz, 12 oktober 1942 | | [ 21 ] [ 42 ] [ 43 ]        |

## Werken
- Op 27 december 2009 stond, tachtig jaar na de geboorte van Anne Frank, het televisieprogramma De Reünie in het teken van de klas.[44] In het programma kwamen verschillende klasgenoten opnieuw bij elkaar. Het programma werd genomineerd voor een Emmy Award.[45]
- Boek Klasgenoten van Anne Frank, 2009, Albert Gomez de Mesquita en Theo Coster
- Documentaire Klasgenoten van Anne Frank, 2010, Theo Coster, KRO
- Je beste vriendin Anne (2012), Jacqueline van Maarsen
- Ik heet Anne, zei ze, Anne Frank (2003), Jacqueline van Maarsen
- Boek Holocaust Memoirs of a Bergen-Belsen Survivor & Classmate of Anne Frank (2018) door klasgenote Nanette Blitz Konig